# 헤키카이후루이역
헤키카이후루이역(일본어: 碧海古井駅)은 일본 아이치현 안조시에 위치한 나고야 철도 니시오선의 철도역이다. 역 번호는 GN 03이며, 단선 승강장 1면 1선의 구조를 갖춘 지상역이다.

## 타는 곳
| ■ 니시오선 | 하행 | 니시오 · 기라요시다 방면 |
| ■ 니시오선 | 상행 | 신안조 · 나고야 방면     |

## 이용 현황
| 연도 | 1일 평균 승차 인원 |
| ---- | ------------------ |
| 2006 | 423                |
| 2007 | 446                |
| 2008 | 496                |
| 2009 | 472                |
| 2010 | 462                |

## 역사
- 1926년 7월 1일 : 헤키카이 전기 철도선 개통에 맞춰 개업.
- 1944년 : 휴업
- 1952년 10월 1일 : 재개 · 무인화.
- 2007년
  - 11월 2일 : 역 집중 관리 시스템 도입.
  - 11월 14일 : 트랜 패스 도입.
- 2011년 2월 11일 : IC 카드 승차권 'manaca' 사용 개시.
- 2012년 2월 29일 : 트랜 패스 사용 종료.

## 인접 역
| 나고야 철도 니시오선         | 나고야 철도 니시오선 | 나고야 철도 니시오선               |
| ---------------------------- | -------------------- | ---------------------------------- |
| GN 02 미나미안조 신안조 방면 | ■ 준특급             | 사쿠라이 GN 05 기라요시다 방면     |
| GN 02 미나미안조 신안조 방면 | ■ 보통               | 호리우치코엔 GN 04 기라요시다 방면 |